# Scopula acentra
Scopula acentra là một loài bướm đêm trong họ Geometridae.